# Coada-calului
Coada-calului (Equisetum arvense L.) este o specie de plante erbacee, erectă, perene (prin rizomul orizontal articulat, adesea tuberculat).

## Descriere

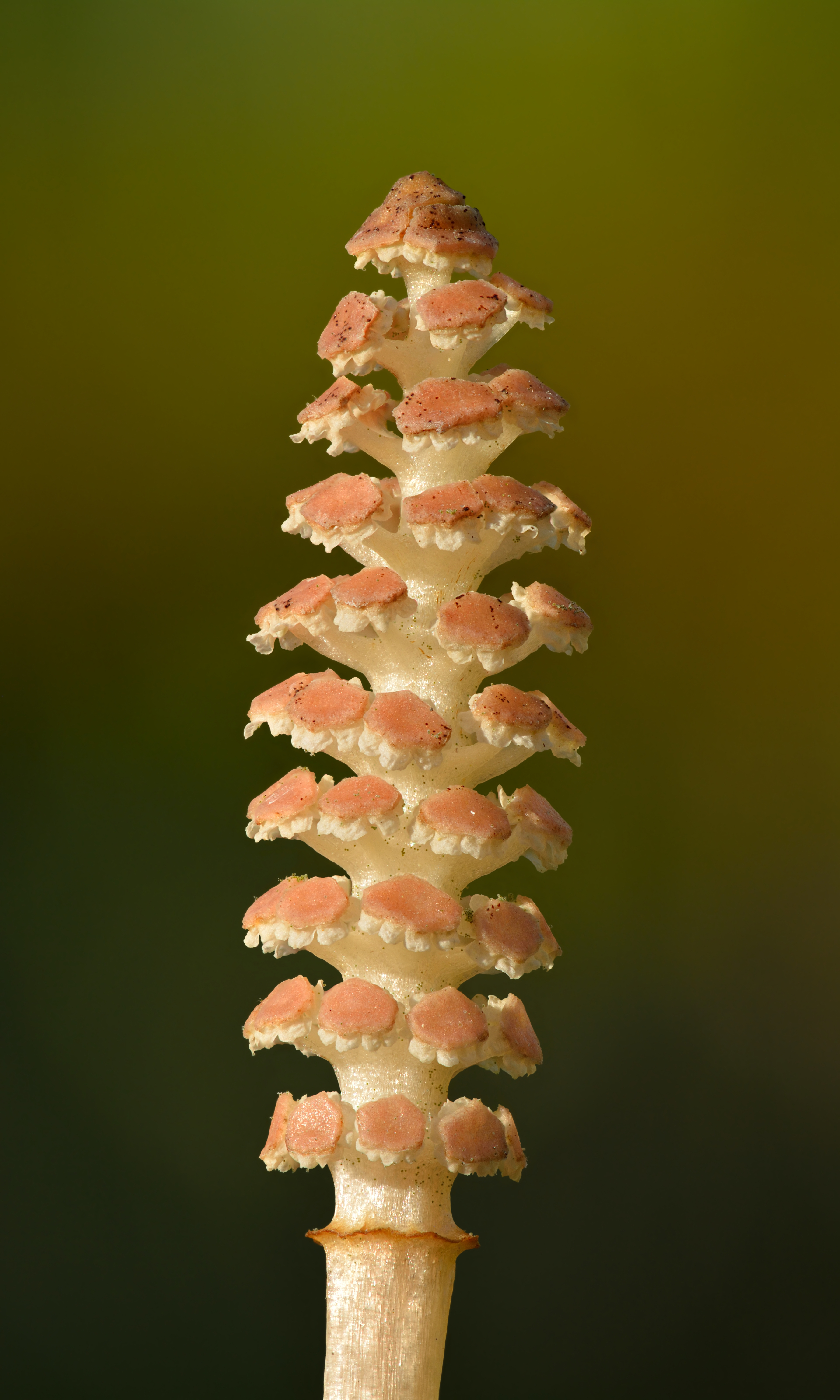

De pe rizom se dezvoltă două tipuri de tulpini (în ordinea apariției) aeriene:
- tulpinile fertile apar primăvara, au 5–15 cm înălțime, sunt neramificate, brune, neasimilatoare, purtând la noduri frunze verticilate, unite într-o teacă ce are marginea dințată. În vârf este situat spicul sporifer.
- tulpinile sterile apar mai târziu (cam la mijlocul primăverii), sunt înalte de 30–70 cm, costate,  verzi, asimilatoare. La noduri există frunze uninerve, verticilate, unite într-o teacă, precum și ramuri verticilate ce au aceeași morfologie ca și tulpinile, dând aspect de coadă de cal. Tulpinile sterile produc substanțe de rezervă care se vor depozita în rizomi și vor hrăni viitoarea tulpină fertilă.

## Fosilă vie
Planta, considerată drept o autentică „fosilă vie”, datează din devonian.

## Utilizări în medicina naturistă
Coada-calului este cunoscută si folosită încă din antichitate în medicina tradițională ca și sursă de acid salicilic (substanță activă conținută în Aspirina modernă). Dioscoride, medic, farmacolog și botanist al Greciei antice, laudă proprietățile hemostatice ale acestei plante. Plinius cel Bătrân pretinde chiar că proprietățile hemostatice ale plantei ar fi atât de mari, încât ar fi suficient ca aceasta să fie ținută în mână pentru a beneficia de proprietățile sale vindecătoare.
Substanțe active: oxid salicic (5-7%), gluteolină, nicotină, palustrină și palustridină, fitosterină, beta-sitosterol, acid malic, acid oxalic, gliceride ale acizilor stearic, linoleic, linolic, oleic, dimetil sulfone, vitamina C, urme de ulei volatil, săruri de potasiu. Sporii contin acizii cu lant lung alfa, omega-dicarboxilici, prezenți în fracțiunea lipidică.
Principiile active din coada-calului au acțiune antimicrobiană, antiseptică, antiinflamatoare, măresc rezistența țesutului conjunctiv, activează circulația locală. Planta este indicată pentru uzul intern, sub formă de ceai cu acțiune diuretică, sau extern, sub formă de comprese și băi.

### Întrebuințări
Coada-calului este folosita pentru vindecarea contuziilor (umflături, vânătăi), cicatrizarea rănilor, ulcerului varicos, bubelor, edemelor la picioare atât de frecvente in climacterium, degerăturilor, eczemelor, neurodermitelor, combaterea transpirației excesive a picioarelor. De asemenea, datorită acțiunii diuretice a ceaiului, acesta este indicat în prevenirea calculozei renale (spală rinichii și căile urinare).
Preotul Sebastian Kneipp, care a readus această plantă în medicina naturistă din Germania secolului al XIX-lea, a recomandat această plantă și în tratamentul artrozei sub formă de ceai. În prezent această plantă se regăsește în diverse preparate (nu doar marca Sebastian Kneipp) de tip ceai pentru tratamentul reumatismului, tusei, rinichilor și de purificare a sângelui.
Prepararea ceaiului/decoctului: 1 lingură de plantă uscată la 250ml apă se fierbe timp de 10-15min. Se va consuma zilnic o ceașcă.
Prepararea băii: Un pumn de plante se pune la macerat în 10L apă timp de 6h. După aceea, se strecoară lichidul în vană iar peste plantele rămase se toarnă iarăși 10L de apă și se fierbe cca. 10min. Decoctul obținut se strecoară și el în vană, se adaugă apă caldă cât să acopere corpul și se stă cca. 20-25 min în baia obținută. După această baie nu se face duș.

## Galerie de imagini

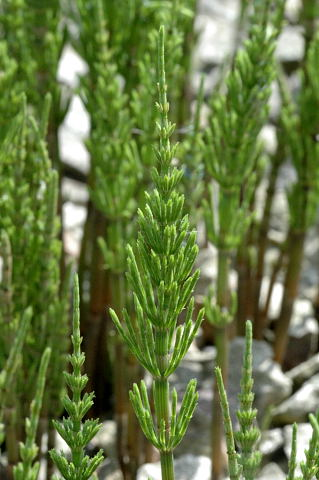
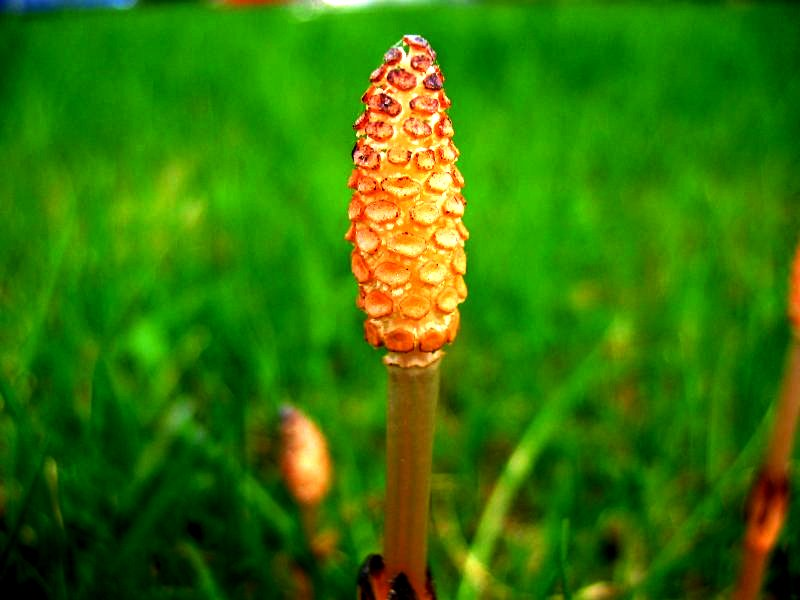
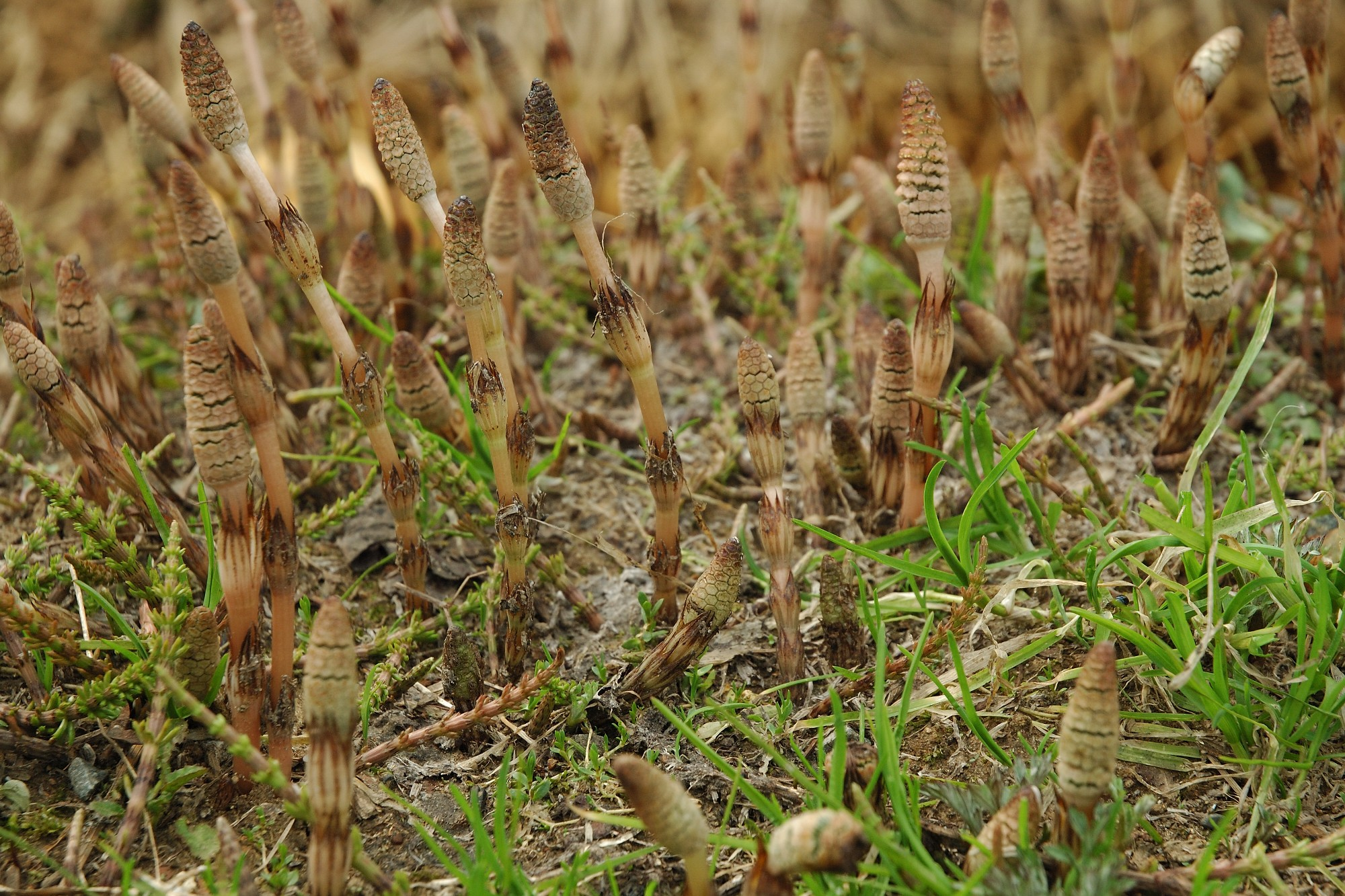
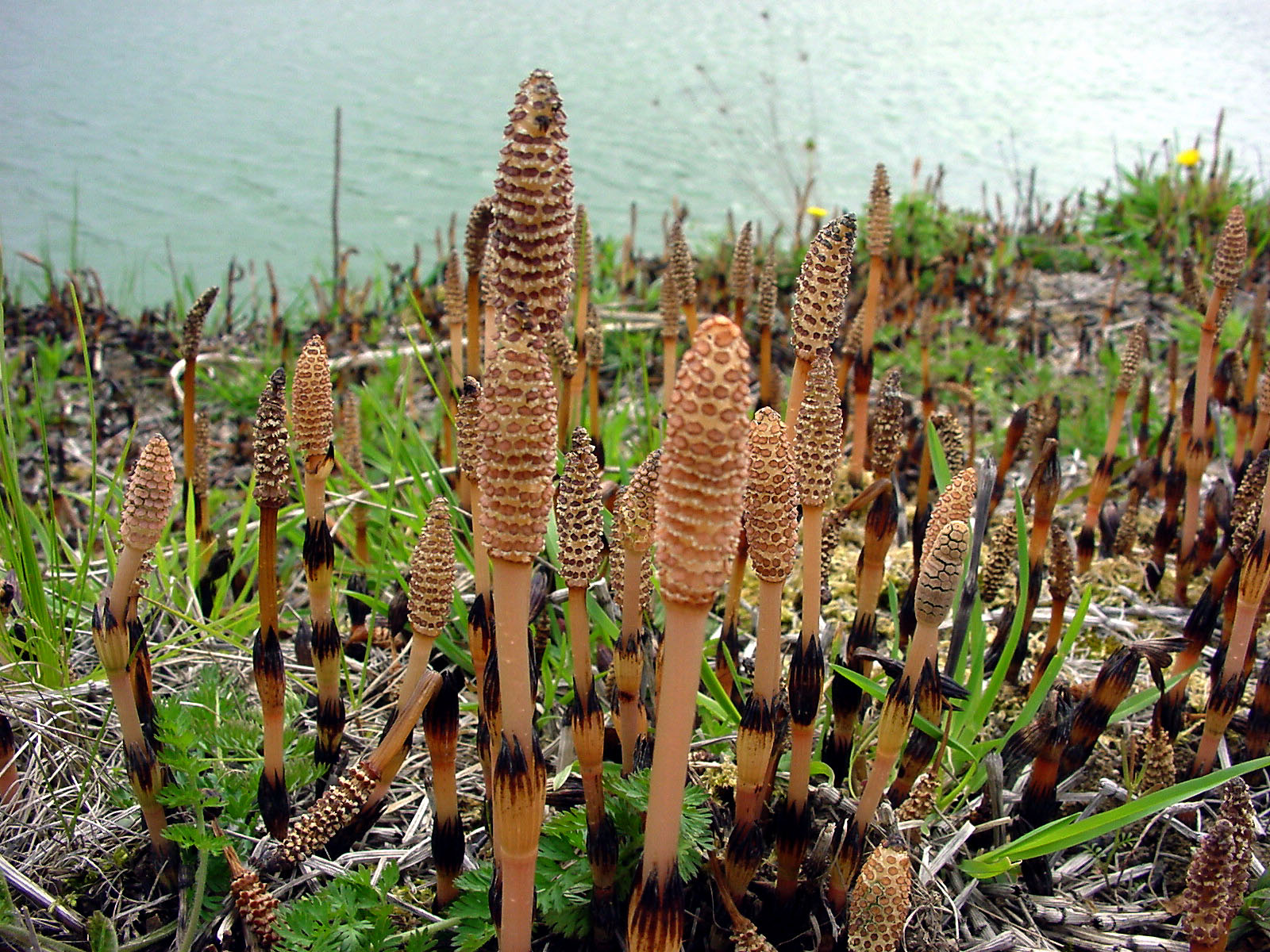

### Recoltare și depozitare
Tulpinile sterile se vor recolta în lunile iunie-septembrie, pe vreme frumoasa, dupa ce s-a ridicat roua. Se va folosi partea superioară a plantei, cca. 2/3 din tulpină. Se usucă la umbră, în strat subțire, în locuri bine aerisite și lipsite de umezeală. Se intorc zilnic. Uscarea artificială la 40 °C. Se păstrează în saci de hârtie sau din material textil.
A se culege doar de persoane inițiate, deoarece există plante asemănătoare din aceeași familie, care sunt otrăvitoare! Se pot face confuzii cu alte specii de Equisetum, dintre care cea mai toxică este Equisetum palustre (Barba ursului de bahne), care are, în general, un singur fel de tulpini, cu spice sporifere terminale, iar ramificațiile în secțiune au 5 muchii și sunt goale la interior (la Equisetum arvense sunt pline). Alte specii:Equisetum silvaticum (Rușinea ursului) cu ramificații foarte subțiri, plecate de jos; Equisetum maximum (Coada calului mare) mult mai viguroasă, înaltă de până a 1,20 și groasă de 1 - 1,5 cm, foarte ramificată (ramificații cu 8 - 10 muchii), goală la interior.